# Orlovi i jastrebovi
Orlovi i jastrebovi (лат. Accipitriformes) su red ptica koji uključuje dnevne grabljivice: jastrebove, orlove, lešinare i mnoge druge srodne vrste, koje broje oko 225 vrsta širom sveta. Dugo vremena su smatrane srodnicima sokolova i tek nedavno su sokolovi odvojeni od ove grupe i dobili svoje novo filogenetsko mesto na evolutivnom stablu, blizu reda papagaja.

## Karakteristike
Red orlova i jastrebova je poznat još od sredine eocena i predstavnici su prepoznatljivi su po savijenom i oštrom kljunu, sa mekanom voskovnicom koja nosi nozdrve. Njihova krila su široka i dugačka, sa izbačenim, od 4 do 6, primarnim letnim perima koja im omogućavaju specifičan let.
Imaju jake noge sa predatorskim kandžama i karakterišu se opozicijom prvog prsta. Skoro svi pripadnici ovog reda su isključivi mesojedi koji love svoj plen preko dana i u sumrak. Dugoživeći su organizmi, sa vrlo niskom reproduktivnom stopom.
Mladunci imaju jako dugo odrastanje u gnezdu, koje može trajati 3—8 nedelja do prvog samostalnog leta. Po izletanju, do dostizanja pune adultne zrelosti može proći od 1 do 3 godine, kada i sami ulaze u reproduktivni ciklus. Polovi se uočljivo razlikuju u veličini, pri čemu su ženke i 2 do 3 puta veće od mužjaka. Takav seksualni dimorfizam posebno je izražen kod vrsta koje love druge vrste ptica, kao što su jastrebovi iz roda Accipiter, dok se kod lešinara razlika među polovima potpuno gubi. Monogamija je generalno pravilo, ali po uginjavanju jednog od partnera, drugi pronalazi zamenu.

## Taksonomija
Red Accipitriformes
- Jastrebovi (Mišari, Belorepani, Orlovi i jastrebovi sensu stricto, Eje, Zmijari, Lunje, Osičari, Lešinari Starog sveta)
- Ribari (1 ili 2 vrste)
- Sekretar

Mogu uključiti, zavisno od izvora i:
- Lešinari Novog sveta

## Galerija
- Mrka lunja
- Zmijar
- Suri orao
- Eja livadarka
- Osičar
- Beloglavi sup

## Literatura
- Chesser, R. T.; Banks, R. C.; Barker, F. K.; Cicero, C.; Dunn, J. L.; Kratter, A. W.; Lovette, I. J.; Rasmussen, P. C.; Remsen, J. V., Jr.; Rising, J. D.; Stotz, D. F.; Winker, K. (2010). „Fifty-First Supplement to the American Ornithologists' Union Check-list of North American Birds” (PDF). The Auk. 127 (3): 726—744. doi:10.1525/auk.2010.127.3.726. Архивирано из оригинала (PDF) 05. 03. 2015. г.
- Chesser, R. Terry; Banks, Richard C.; Barker, F. Keith; Cicero, Carla; Dunn, Jon L.; Kratter, Andrew W.; Lovette, Irby J.; Rasmussen, Pamela C.; Remsen, J. V.; Rising, James D.; Stotz, Douglas F.; Winker, Kevin (2012). „Fifty-Third Supplement to the American Ornithologists' Union Check-List of North American Birds”. The Auk. 129 (3): 573—588. doi:10.1525/auk.2012.129.3.573. Full text via AOU Архивирано на веб-сајту  (29. август 2012), „COPO”. doi:10.1525/auk.2012.129.3.573. Архивирано 2014-09-29 на сајту , „BioOne”. doi:10.1525/auk.2012.129.3.573..
- Christidis, Les; Boles, Walter E. (2008). Systematics and Taxonomy of Australian Birds. CSIRO Publishing. ISBN 978-0-643-06511-6. Приступљено 2017-08-19. Includes a review of recent literature on the controversy.
- Cramp, Stanley (1980). Handbook of the Birds of Europe, the Middle East and North Africa: The Birds of the Western Palearctic – Hawks to Bustards. Oxford University Press. стр. 3,277. ISBN 978-0-19-857505-4.
- Dudley, S. P.; Gee, M.; Kehoe, C.; Melling, T. M. M. (2006). „The British List: A Checklist of Birds of Britain (7th edition)”. Ibis. 148 (3): 526. doi:10.1111/j.1474-919X.2006.00603.x.
- Ferguson-Lees, James; Christie, David A. (2001). Raptors of the World. Illustrated by Kim Franklin, David Mead, and Philip Burton. Houghton Mifflin. ISBN 978-0-618-12762-7. Приступљено 2017-08-19.
- Gill, Frank; Donsker, D. „IOC World Bird List (version 2.4)”. Worldbirdnames.org. Архивирано из оригинала 19. 8. 2017. г. Приступљено 2017-08-19.
- Hackett, Shannon J.; Kimball, Rebecca T.; Reddy, Sushma; Bowie, Rauri C. K.; Braun, Edward L.; Braun, Michael J.; Chojnowski, Jena L.; Cox, W. Andrew; Han, Kin-Lan; Harshman, John; Huddleston, Christopher J.; Marks, Ben D.; Miglia, Kathleen J.; Moore, William S.; Sheldon, Frederick H.; Steadman, David W.; Witt, Christopher C.; Yuri, Tamaki (2008). „A phylogenomic study of birds reveals their evolutionary history”. Science. 320 (5884): 1763—68. PMID 18583609. doi:10.1126/science.1157704.
- Gill, Frank; Donsker, D. (2014). „Updates”. IOC World Bird List. Архивирано из оригинала 2017-08-19. г. Приступљено 2017-08-19. Falconiformes was resequenced in version 4.1 (Jan 7, 2014)
- Nores, Manuel; Barker, Keith; Remsen, Van (2011). „Proposal (491) to South American Classification Committee: Change linear sequence of orders for Falconiformes, Psittaciformes, and Cariamiformes”. Архивирано из оригинала 2012-04-01. г. Приступљено 2017-08-19.
- Remsen, Van (2008). „Proposal (383) to South American Classification Committee: Separate Accipitriformes from Falconiformes”. Архивирано из оригинала 28. 06. 2010. г. Приступљено 19. 8. 2017.
- Remsen, J. V., Jr.; Cadena, C. D.; Jaramillo, A.; Nores, M.; Pacheco, J. F.; Robbins, M. B.; Schulenberg, T. S.; Stiles, F. G.; Stotz, D. F.; Zimmer, K. J. „A classification of the bird species of South America (section "ACCIPITRIDAE (HAWKS) 3" note 1)”. Version 11 December 2008. American Ornithologists' Union. Архивирано из оригинала 12. 4. 2008. г. Приступљено 2017-08-19.
- Sangster, G.; Collinson, J. M.; Crochet, P. A.; Knox, A. G.; Parkin, D. T.; Votier, S. C. (2013). „Taxonomic recommendations for Western Palearctic birds: Ninth report”. Ibis. 155 (4): 898. doi:10.1111/ibi.12091.
- Voous, K. H. (1973). „List of Recent Holarctic Bird Species Non-Passerines”. Ibis. 115 (4): 612—638. doi:10.1111/j.1474-919X.1973.tb02004.x.

## Spoljašnje veze
- Медији везани за чланак Accipitriformes на Викимедијиној остави